# Mucronella bresadolae

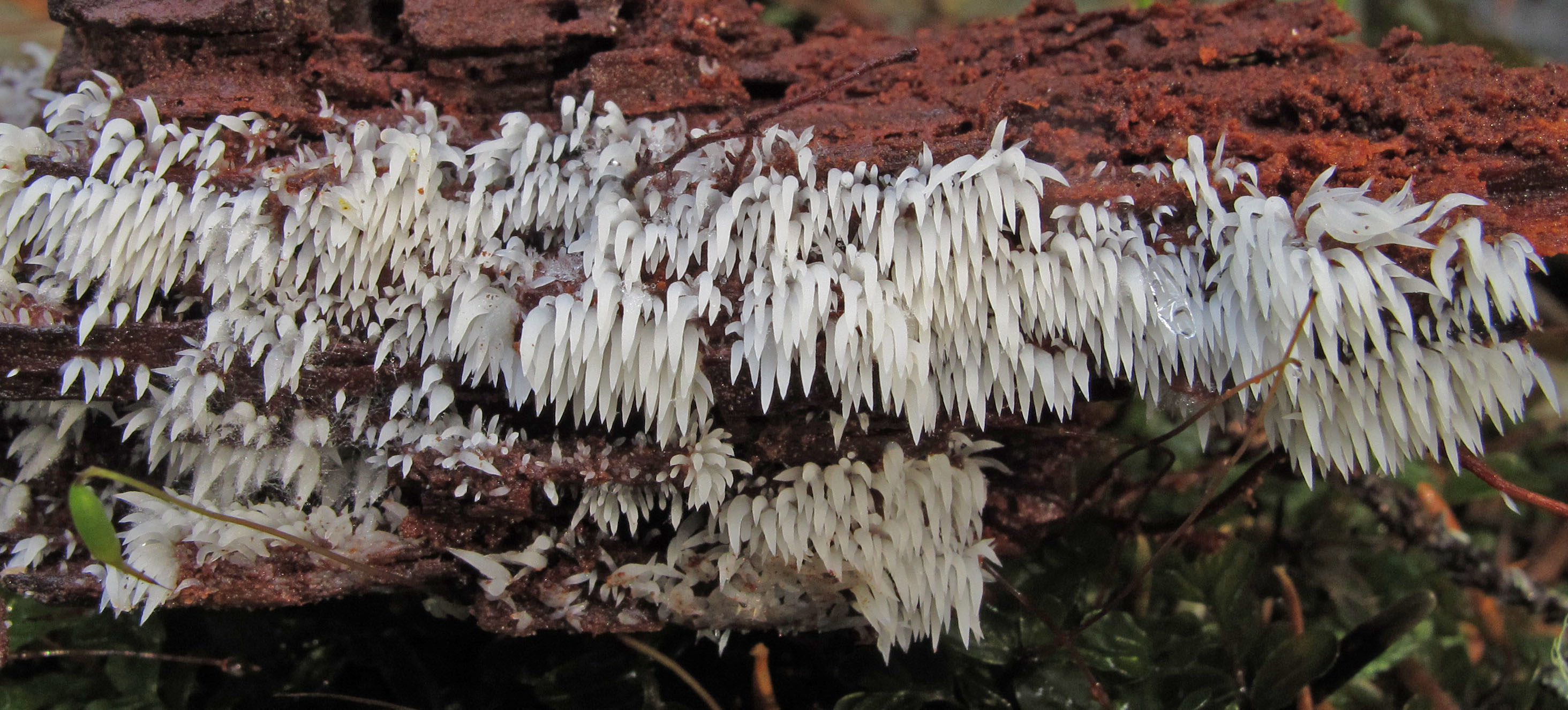

Mucronella bresadolae (Quél.) Corner – gatunek grzybów należący do rzędu pieczarkowców (Agaricales). Grzyb kortycjoidalny.

## Systematyka i nazewnictwo
Pozycja w klasyfikacji według Index Fungorum: Mucronella, Incertae sedis, Agaricales, Agaricomycetidae, Agaricomycetes, Agaricomycotina, Basidiomycota, Fungi.
Po raz pierwszy opisał go w 1888 r. Lucien Quélet, nadając mu nazwę Clavaria bresadolae. Obecną nazwę nadał mu Edred John Henry Corner w 1953 r. Synonimy:
- Clavaria bresadolae Quél. 1888
- Hericium bresadolae (Quél.) Malençon 1958
- Mucronella bresadolae var. microspora Krieglst. 1985
- Pistillaria bresadolae (Quél.) Costantin & L.M. Dufour 1891[3].

## Morfologia
Bazydiokarp
Utworzony przez gromadnie występujące, siedzące kolce o wymiarach około 1–6 × 0,2–0,5 mm, u podstawy białe lub lekko żółtawe.
Cechy mikroskopowe
System strzępkowy monomityczny, strzępki ze sprzążkami, o szerokości 3–5(–10) µm, faliste, szkliste. Rzadko zdarzają się strzępki kuliste o szerokości do 7 µm, czasem ich brak. Cystyd brak, mogą występować hyfoidalne cystydiole. Podstawki mniej lub bardziej maczugowate, różnej wielkości, zwykle 25–40 × 5–7 µm, 4-sterygmowei, zazwyczaj ze sprzążkami. Bazydiospory 6–8,5 × 4,5–6 µm, kuliste do szeroko elipsoidalnych, gładkie, szkliste, amyloidalne.

## Występowanie i siedlisko
Opisano występowanie tego gatunku w Ameryce Północnej, Europie i Azji. Najwięcej stanowisk podano w Europie. Gatunek rzadki. Brak go w opracowanym w 2003 r. przez Władysława Wojewodę wykazie wielkoowocnikowych grzybów podstawkowych Polski, ale jego stanowiska podano w późniejszych latach. Aktualne stanowiska podaje także internetowy atlas grzybów. Znajduje się w nim na liście gatunków zagrożonych i wartych objęcia ochroną.
Grzyb nadrzewny, saprotrof. Występuje na pniach jodły.